# Julius Jung
Julius Jung (ur. 11 września 1851 w Imst, zm. 21 czerwca 1910 w Pradze) – austriacki historyk, publicysta, profesor Uniwersytetu w Pradze.
Studiował archeologię oraz historię w Innsbrucku, Getyndze oraz Berlinie. W 1884 objął profesurę w Pradze, gdzie wykładał historię. Prowadził badania nad przeszłością starożytnego Rzymu. Za swój wkład i badania nad przeszłością rumuńskich ziem został odznaczony honorowym członkostwem w Rumuńskiej Akademii Nauk. Był kolekcjonerem dzieł sztuki, część swoich zbiorów, grafiki oraz księgi, przekazał kolekcji Adalberta Cserni Biblioteki Muzeum Alba Iulia.

## Ważniejsze dzieła
- Die romanischen Landschaften des Römischen Reiches (Innsbruck, 1881)
- Leben und Sitten der Römer in der Kaiserzeit (Praga, 1883)
- Römer und Romanen in den Donauländern (Innsbruck, 1887)
- Zur Geschichte der Pässe Siebenbürgens, eine geographisch-historische Studie (Innsbruck, 1892)
- Fasten der Provinz Dacien mit Beiträgen zur römischen Verwaltungsgeschichte (Innsbruck, 1894)
- Siebenbürgischen Inschriften zur Geschichte der siebenbürgischen Pässe
- Grundriss der Geographie von Italien und dem orbis Romanus (1897)